# 馬西夫齊
49°21′58″N 27°13′30″E / 49.36611°N 27.22500°E
馬西夫齊（烏克蘭語：Масівці）是位於烏克蘭西部的村莊，由赫梅利尼茨基州裡赫梅利尼茨基區的赫梅利尼茨基市鎮負責管轄。該村面積1.76平方公里，海拔高度275米，2001年人口900，人口密度每平方公里511.4人。